# Anne Swärd
Anne Swärd (ur. 16 lutego 1969 w Perstorp) – szwedzka pisarka i ilustratorka.

## Biografia
Zadebiutowała książką Lato polarne (Polarsommar), za którą została nominowana do Nagrody Augusta dla najlepszej powieści roku 2003.
W 2006 roku pisarka została laureatką szwedzkiej nagrody literackiej im. Mare Kandre.
29 marca 2019 roku została wybrana na członkinię Akademii Szwedzkiej, gdzie zajmie fotel nr 9.
Charakterystyczny dla języka powieści A. Swärd jest szczególny rodzaj opisowości, określony przez krytyków jako pisanie obrazami.

## Twórczość
- 2003 – Lato polarne (Polarsommar) (tłumaczenie: Bogumiła Ratajczak)[3]
- 2006 – Kvickasand
- 2010 – Do utraty tchu (Till sista andetaget) (tłumaczenie: Grażyna Patkowska)[4]
- 2015 – Akta dig för kärleken (tom zbiorowy trzech pierwszych powieści autorki)[5]
- 2017 – Vera

## Nagrody i wyróżnienia
- 2006 – nagroda im. Mare Kandre
- 2016 – Helgapriset
- 2017 – nagroda kulturalna dziennika Ystad Allehandas